# Wan Zack Haikal
Wan Zack Haikal (28 de gener de 1991) és un futbolista malaisi. Va disputar 25 partits amb la selecció de Malàisia.

## Estadístiques
| Selecció de Malàisia | Selecció de Malàisia | Selecció de Malàisia |
| Anys                 | Partits              | Gols                 |
| -------------------- | -------------------- | -------------------- |
| 2012                 | 9                    | 3                    |
| 2013                 | 1                    | 0                    |
| 2014                 | 0                    | 0                    |
| 2015                 | 6                    | 0                    |
| 2016                 | 3                    | 0                    |
| 2017                 | 6                    | 0                    |
| Total                | 25                   | 3                    |